# Kinga Czigány
Kinga Czigány (Győr, Győr-Moson-Sopron, 17 de fevereiro de 1972) é uma ex-velocista húngara na modalidade de canoagem.

## Carreira
Foi vencedora da medalha de Ouro em K-4 500 m em Barcelona 1992, junto com as colegas de equipa Rita Kőbán, Erika Mészáros e Éva Dónusz.